# Подорожка
Подорожка (устар. Подорожная) — река на острове Сахалин. Длина — 22 км. Площадь водосборного бассейна — 76 км².
Берёт начало от слияния рек Змеиная и Горная. Течёт с запада на восток. Впадает в озеро Тунайча на высоте 0,1 метра над уровнем моря. Ширина реки около устья — 25 метров, глубина — 2 метра.
Протекает по Корсаковскому городскому округу Сахалинской области.
Основные притоки — Сосновка, Ясная, Соседний, Забытая (левые), Растрепа (правый).

## Данные водного реестра
По данным государственного водного реестра России относится к Амурскому бассейновому округу.
Код водного объекта — 20050000212118300005864.